# Olympische Sommerspiele 1992/Teilnehmer (Malawi)
| Gelbes Symbol für Goldmedaillen mit stilisierten Olympischen Ringen | Graues Symbol für Silbermedaillen mit stilisierten Olympischen Ringen | Braundes Symbol für Bronzemedaillen mit stilisierten Olympischen Ringen |
| ------------------------------------------------------------------- | --------------------------------------------------------------------- | ----------------------------------------------------------------------- |
| —                                                                   | —                                                                     | —                                                                       |

Malawi nahm bei den Olympischen Spielen 1992 in Barcelona zum vierten Mal an Olympischen Sommerspielen teil. Die Delegation umfasste vier Athleten.

## Teilnehmer nach Sportart

### Leichtathletik
- Francis Munthali
Männer, 800 m: in der 1. Runde ausgeschieden (1:56,69 min)
- John Mwathiwa
Männer, 10.000 m: in der 1. Runde ausgeschieden (29:54,26 min)
- Prisca Singano
Frauen, 800 m: in der 1. Runde ausgeschieden (2:20,84 min)
- Smartex Tambala
Männer, Marathon: 63. Platz (2:29:02 h)